# 本部町
本部町（もとぶちょう；沖縄語：むとぅぶぅ）は、沖縄県の町。国頭郡に属する。

## 概要
沖縄本島北部の本部半島西部に位置し、名護市から約20 km離れている。また沖縄国際海洋博覧会が行われた海洋博公園を有する。
かつては近隣の離島を結ぶ本部港を中心に栄えていたが、現在では伊江島への連絡船が町の繁華街から離れた本部新港へ、伊是名島、伊平屋島への連絡船は隣の今帰仁村の運天港へ移っている。

## 地理
- 町域は瀬底島、水納島も含む。

- 山 - 八重岳
- 河川
  - 満名川（二級河川） - 満名川水系内には笹川、佐伊土間川、伊野波川、尻無川、ウナジャラ川（普通河川）[1]。
  - 大井川（二級河川）[2]
  - 塩川（国の天然記念物）

### 隣接する自治体
- 名護市（戦前は名護町、戦後～1970年7月は屋部村）
- 今帰仁村

### 人口
| |                                        |  |
| 本部町と全国の年齢別人口分布（2005年） | 本部町の年齢・男女別人口分布（2005年） |  |
| ■紫色 ― 本部町 ■緑色 ― 日本全国 | ■青色 ― 男性 ■赤色 ― 女性              |  |
| 本部町（に相当する地域）の人口の推移 \| 1970年（昭和45年） \| 17,152人 \| \| \| 1975年（昭和50年） \| 17,823人 \| \| \| 1980年（昭和55年） \| 15,307人 \| \| \| 1985年（昭和60年） \| 15,116人 \| \| \| 1990年（平成2年） \| 15,043人 \| \| \| 1995年（平成7年） \| 14,718人 \| \| \| 2000年（平成12年） \| 14,522人 \| \| \| 2005年（平成17年） \| 14,383人 \| \| \| 2010年（平成22年） \| 13,870人 \| \| \| 2015年（平成27年） \| 13,536人 \| \| \| 2020年（令和2年） \| 12,530人 \| \| |                                        |  |
| 総務省統計局 国勢調査より |                                        |  |
| 1970年（昭和45年） | 17,152人                               |  |
| 1975年（昭和50年） | 17,823人                               |  |
| 1980年（昭和55年） | 15,307人                               |  |
| 1985年（昭和60年） | 15,116人                               |  |
| 1990年（平成2年） | 15,043人                               |  |
| 1995年（平成7年） | 14,718人                               |  |
| 2000年（平成12年） | 14,522人                               |  |
| 2005年（平成17年） | 14,383人                               |  |
| 2010年（平成22年） | 13,870人                               |  |
| 2015年（平成27年） | 13,536人                               |  |
| 2020年（令和2年） | 12,530人                               |  |

## 気候
| 本部 (標高25m)の気候                                     | 本部 (標高25m)の気候 | 本部 (標高25m)の気候 | 本部 (標高25m)の気候 | 本部 (標高25m)の気候 | 本部 (標高25m)の気候 | 本部 (標高25m)の気候 | 本部 (標高25m)の気候 | 本部 (標高25m)の気候 | 本部 (標高25m)の気候 | 本部 (標高25m)の気候 | 本部 (標高25m)の気候 | 本部 (標高25m)の気候 | 本部 (標高25m)の気候 |
| 月                                                       | 1月                  | 2月                  | 3月                  | 4月                  | 5月                  | 6月                  | 7月                  | 8月                  | 9月                  | 10月                 | 11月                 | 12月                 | 年                   |
| -------------------------------------------------------- | -------------------- | -------------------- | -------------------- | -------------------- | -------------------- | -------------------- | -------------------- | -------------------- | -------------------- | -------------------- | -------------------- | -------------------- | -------------------- |
| 降水量 mm （inch）                                       | 111.2 (4.378)        | 121.4 (4.78)         | 159.3 (6.272)        | 168.2 (6.622)        | 235.9 (9.287)        | 294.9 (11.61)        | 185.4 (7.299)        | 252.5 (9.941)        | 236.1 (9.295)        | 179.8 (7.079)        | 128.6 (5.063)        | 113.6 (4.472)        | 2,186.8 (86.094)     |
| 平均降水日数 （≥1.0 mm）                                 | 11.7                 | 11.1                 | 12.3                 | 11.3                 | 12.5                 | 11.9                 | 9.3                  | 11.8                 | 11.7                 | 9.8                  | 8.9                  | 11.1                 | 133.2                |
| 出典1：理科年表                                          |                      |                      |                      |                      |                      |                      |                      |                      |                      |                      |                      |                      |                      |
| 出典2：気象庁 (平均値：1991年-2020年、極値：1981年-現在) |                      |                      |                      |                      |                      |                      |                      |                      |                      |                      |                      |                      |                      |

## 歴史
- 1666年　今帰仁間切の伊野波・瀬底・健堅・具志川・具志堅・備瀬・謝花・辺名地・崎本部・水無・嘉津宇で伊野波間切を新設。
- 1667年　満名・伊豆味・小浜・石嘉波・並里・渡久地を新設。伊野波間切を本部間切に改称。
- 1908年4月1日　島嶼町村制により本部間切から本部村となる。
- 1940年12月10日　町に昇格し本部町となる。
- 1947年8月1日　北部を上本部村として分離される。
- 1971年11月1日　上本部村を再編入する。
- 1975年7月19日　沖縄国際海洋博覧会が開催（～1976年1月）される。
- 1982年4月　県道本部循環線（当時県道71号）の名護市名護（東江）～本部町浦崎の区間が国道449号に昇格。町内初の国道となる。
- 1985年2月　瀬底大橋が開通。瀬底島が沖縄本島と結ばれる。
- 2002年11月　沖縄美ら海水族館が開館する。

## 産業

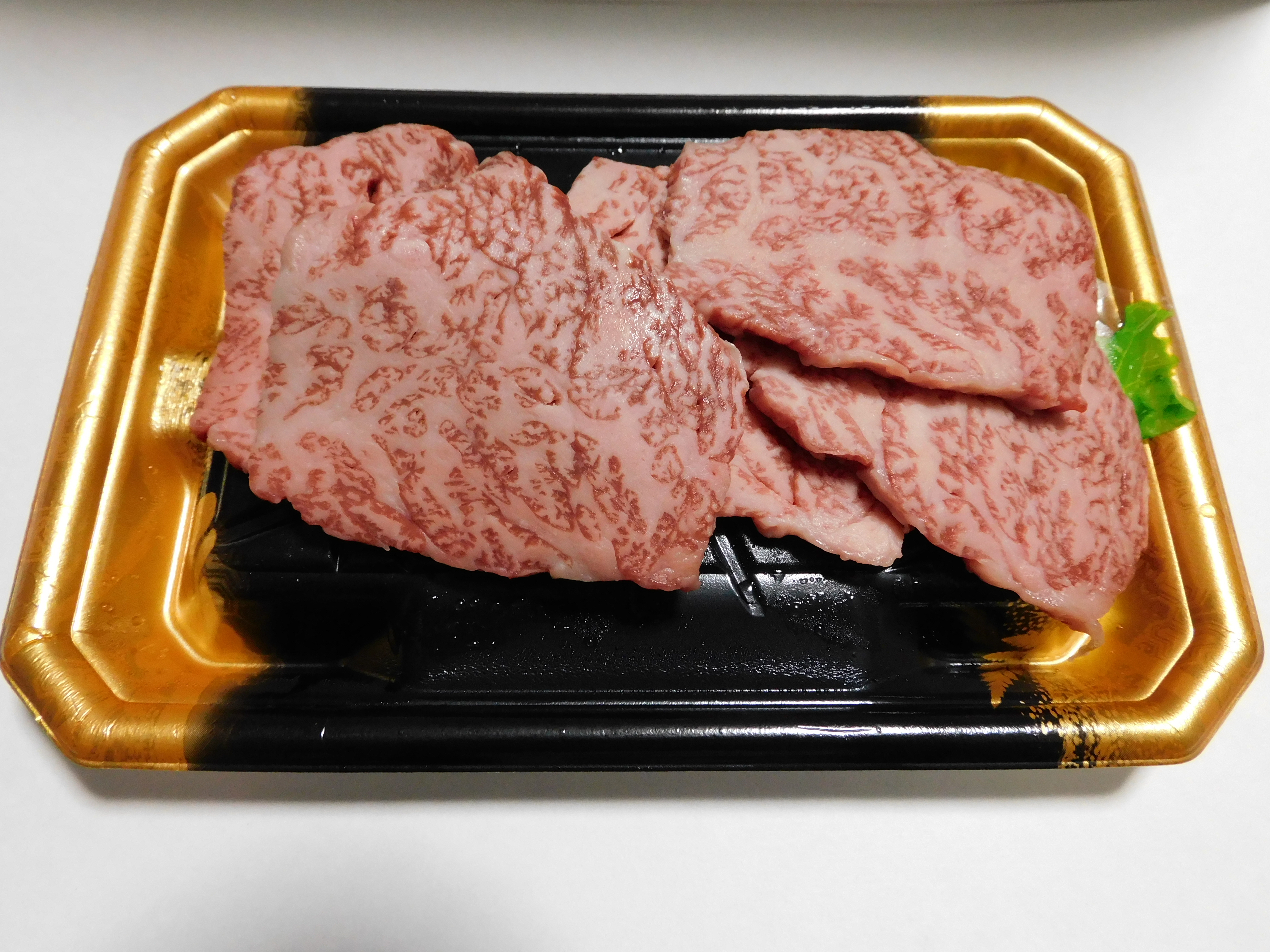
もとぶ牛
町内のもとぶ牧場で生産される黒毛和牛。

農業・漁業・商工業・観光業などがあり、特に1984年（昭和59年）以来「観光文化のまち」を掲げ、観光業を核としたまちづくりを進めている。第二次世界大戦以前は第一次産業従事者が就業人口の半数を占めていたが、2010年代には観光業を含むサービス業が3割に達している。
農業ではアセロラ、タンカンなどの柑橘類、マンゴー、パイナップル、キャベツ・ゴーヤなどの野菜類、輪ギクなどの花卉園芸、サトウキビ、畜産業（肉牛・養鶏・養豚）など多種多様な産品がある。漁業ではカツオやソデイカ（セーイカ）を中心とした沿岸漁業が盛んである。リュウキュウアイの藍染、むんじゅる笠・木工芸・ガラス工芸・陶芸など工芸品作りも行われる。ただし、むんじゅる笠の唯一の製作者は2021年に死去した。

## 行政

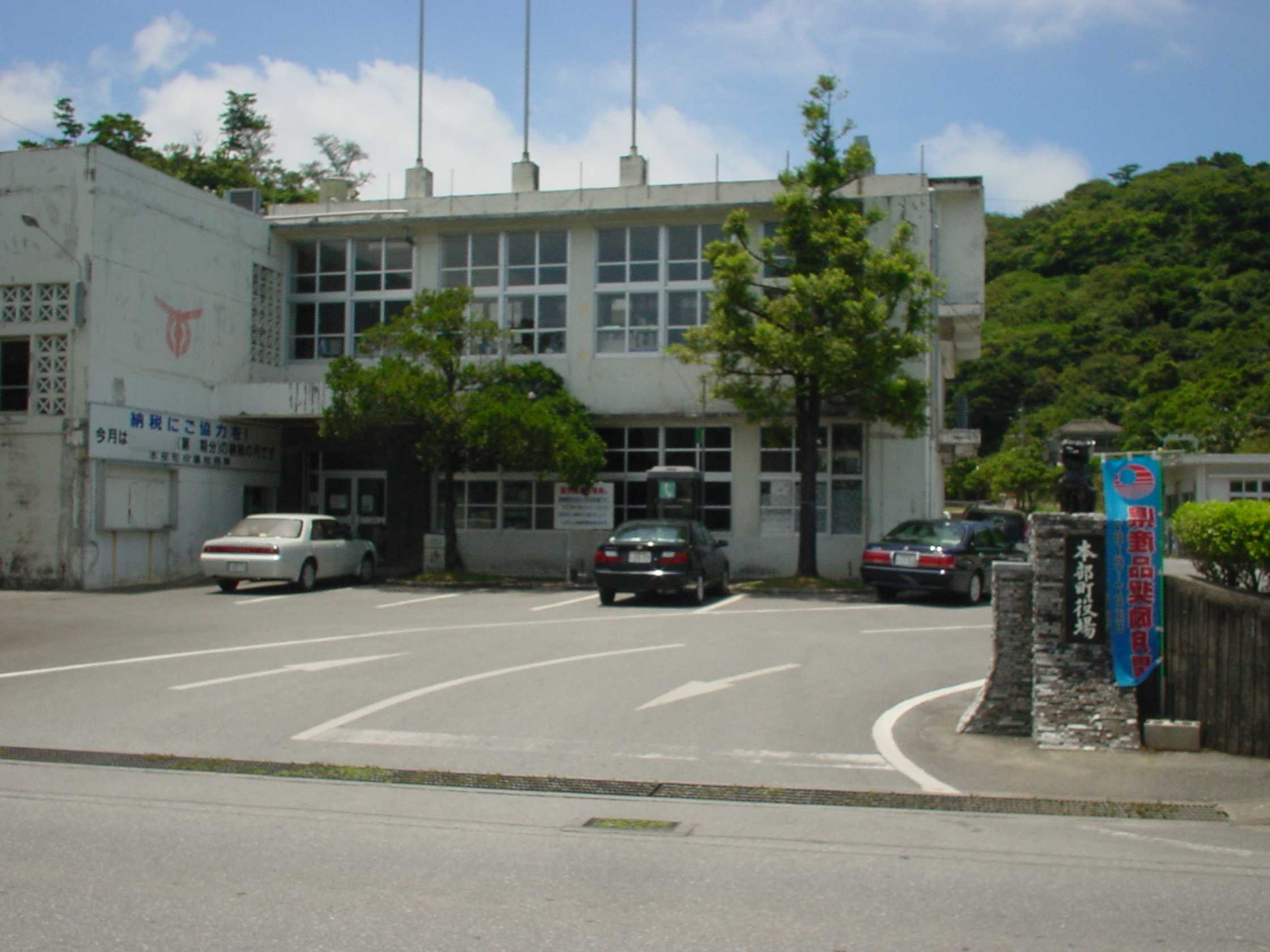
本部町役場旧庁舎（2014年まで使用）

- 町長：平良武康（2018年9月21日就任、2期目）
- 本部町役場
  - 1959年（昭和34年）とその約10年後に建設した庁舎で業務を行ってきたが、手狭になってきたことから2013年（平成25年）から新しく庁舎を建設し、2015年（平成27年）1月5日から新庁舎での業務を開始した[9]。

## 議会
- 町議会

## 警察
- 本部警察署 - 管轄区域は本部町、今帰仁村、伊江村、伊是名村、伊平屋村の5町村である。

## 地域

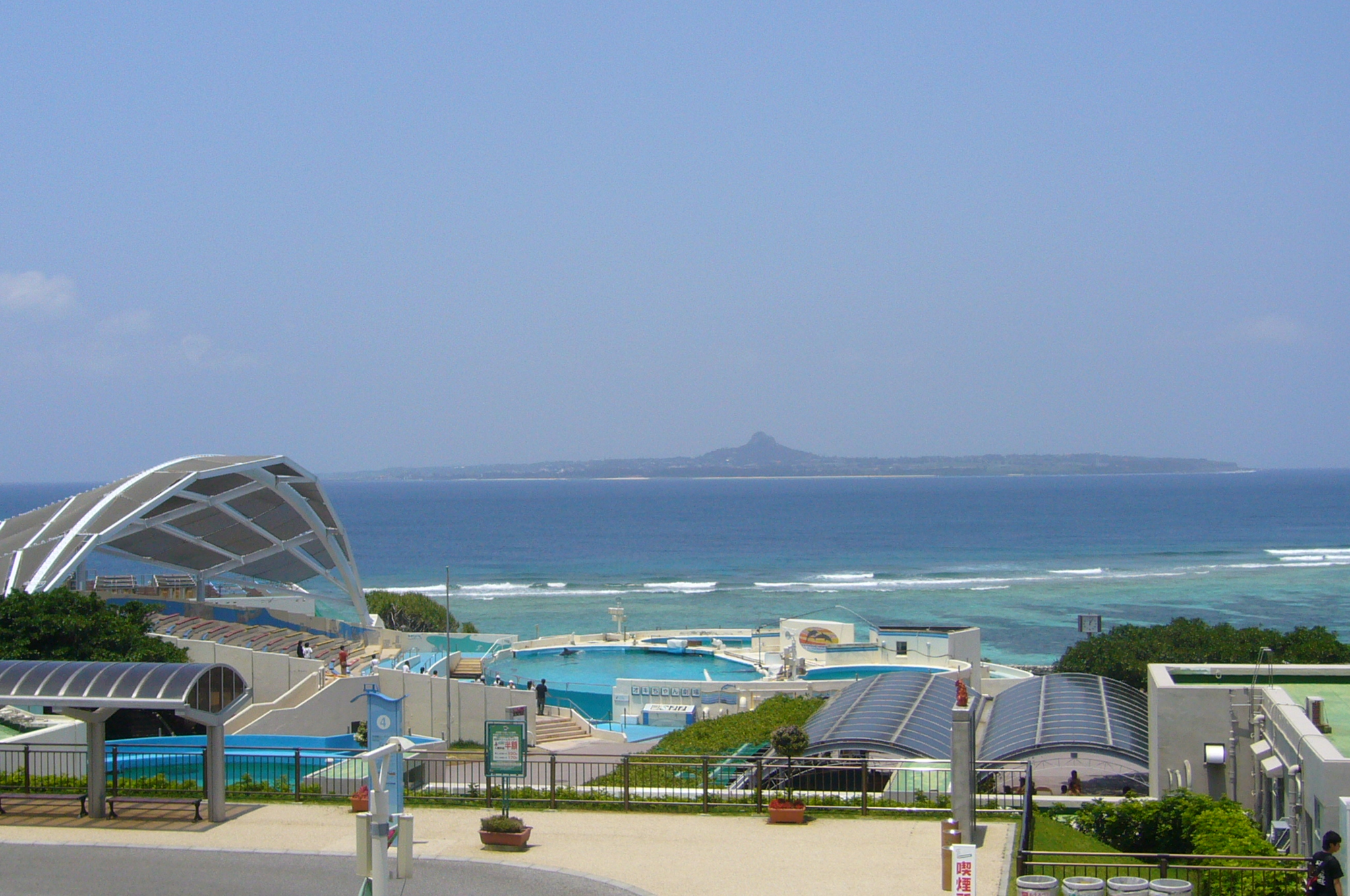
海洋博公園（石川）。北西には伊江島（伊江村）を望む

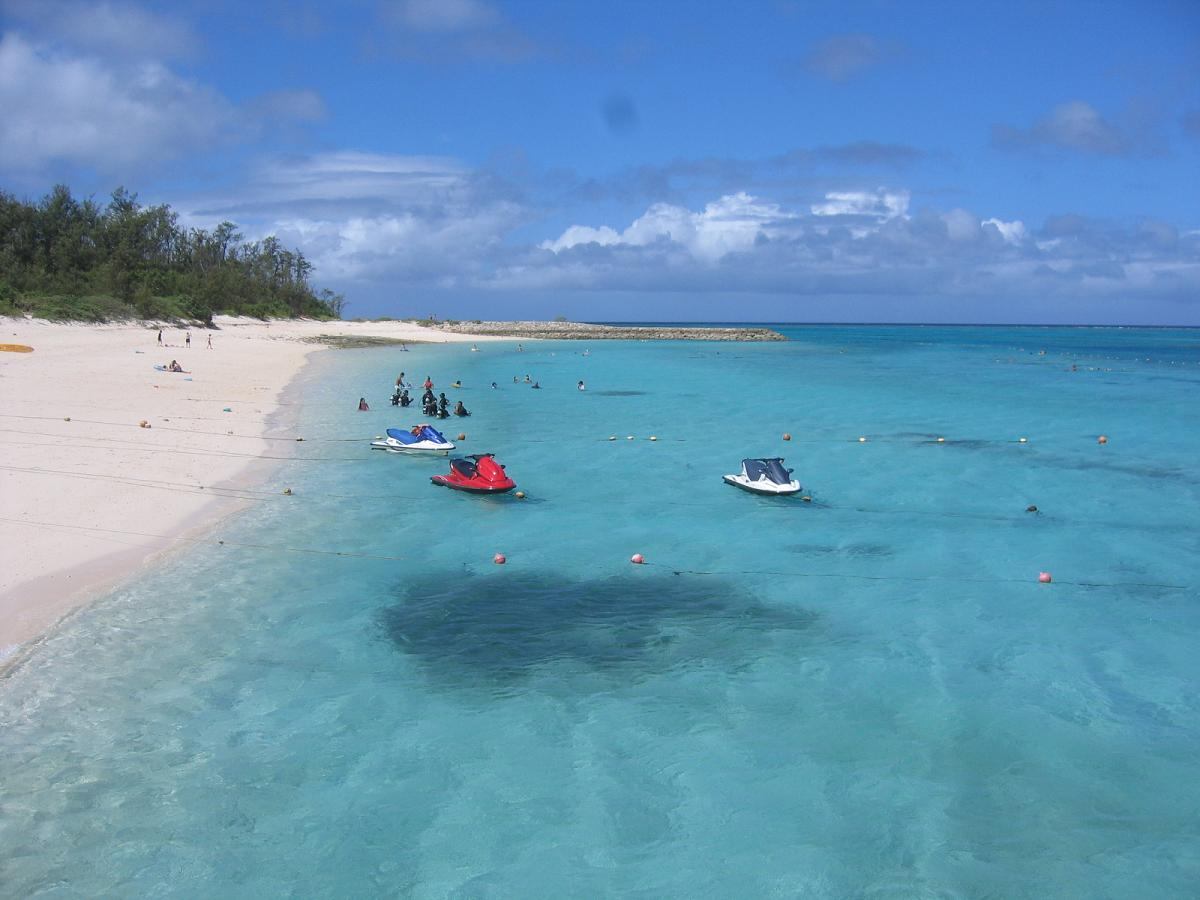
水納ビーチ （水納島）

元は村制前の13村を引き継いだ13字が置かれた。
1947年、このうちの3字が独立し上本部村となっている。このとき、同時に字の再編が行われており、9字となった。
その後、1952年に、本部町域でも字の再編が行われた。同時に上本部村の一部を本部町に再編入し、字古島とした。この時点で、10字から18字に増えた。
1971年、上本部村を再度編入し、以後、現行の27字となった。
- 伊豆味（いずみ）
- 伊野波（いのは）
- 浦崎（うらさき）
- 健堅（けんけん）
- 崎本部（さきもとぶ）
- 瀬底（せそこ）：番地が1～5000番台は瀬底島、6000番台は水納島
- 渡久地（とぐち）
- 並里（なみざと）
- 浜元（はまもと）
- 辺名地（へなち）

以下は1952年に新設された。
- 大浜（おおはま）：辺名地より独立
- 谷茶（たんちゃ）：辺名地より独立
- 大嘉陽（おおかよう）：渡久地より独立
- 野原（のばる）：渡久地より独立
- 東（ひがし）：渡久地より独立
- 大堂（うふどう）：伊野波より独立
- 山里（やまざと）：伊野波より独立
- 古島（ふるじま）：上本部村謝花の一部を編入。

旧上本部村
- 具志堅（ぐしけん）
- 謝花（じゃはな）
- 備瀬（びせ）
- 石川（いしかわ）：村独立前は謝花・備瀬の各一部。
- 嘉津宇（かつう）：村独立前は具志堅の各一部。
- 北里（きたざと）：村独立前は具志堅・謝花の各一部。
- 新里（しんざと）：村独立前は具志堅・備瀬の各一部。
- 豊原（とよはら）：村独立前は浜元・浦崎の各一部。
- 山川（やまかわ）：村独立前は浜元・浦崎の各一部。

## 教育

### 高等学校
- 沖縄県立本部高等学校
- 八洲学園大学国際高等学校 - 広域通信制・単位制の高等学校

### 小・中学校
- 本部町立本部中学校
- 本部町立上本部中学校
- 本部町立本部小学校
- 本部町立崎本部小学校
- 本部町立瀬底小学校（瀬底島）
- 本部町立伊豆味小中学校
- 本部町立水納小中学校（水納島）

## 交通

### バス
- ローカル路線 - 名護市の名護バスターミナルを拠点に琉球バス交通・沖縄バスの2社で共同運行する北部支線4路線がある。
- 沖縄自動車道経由路線 - 那覇空港や那覇市中心部と本部町を沖縄自動車道経由で結ぶ。琉球バス交通・沖縄バス・那覇バスの3社で共同運行する高速バス117番系統、やんばる急行バス、沖縄エアポートシャトル有限責任事業組合を運行主体とする沖縄エアポートシャトル、カリー観光が運行する美ら海ライナーの4路線がある。それぞれ経路・運賃が若干異なる。
- やんばる急行バスはその他、那覇空港発着便と接続するローカル線、四島線を運行している。
- 那覇空港リムジンバス（Eルート・DEルート） - 沖縄バスが運行。那覇空港と本部町内の観光地・リゾートホテルを結ぶ。空港リムジンバスを称するが任意の停車地相互間で利用可能。ただし運賃制度が高速バスと異なり専用の乗車券が必要。

※BT=バスターミナル
| 番号                               | 路線名                  | 起点             | 終点                 | 市町村                                                                                          | 本部町内の主な経由地                                            |
| 北部支線                           | 北部支線                | 北部支線         | 北部支線             | 北部支線                                                                                        | 北部支線                                                        |
| ---------------------------------- | ----------------------- | ---------------- | -------------------- | ----------------------------------------------------------------------------------------------- | --------------------------------------------------------------- |
| 65                                 | 本部半島（渡久地）線    | 名護BT           | 名護BT（循環）       | 名護市 → 本部町 → 今帰仁村 → 名護市                                                             | 本部港、渡久地、新里入口（全便） 瀬底、記念公園前、謝花（一部） |
| 66                                 | 本部半島（今帰仁）線    | 名護BT           | 名護BT（循環）       | 名護市 → 今帰仁村 → 本部町 → 名護市                                                             | 本部港、渡久地、新里入口（全便） 瀬底、記念公園前、謝花（一部） |
| 70                                 | 備瀬線                  | 名護BT           | 名護BT（循環）       | 名護市 → 本部町 → 名護市                                                                        | 伊豆味、渡久地、記念公園前、新里入口、謝花                      |
| 76                                 | 瀬底線                  | 名護BT           | 瀬底                 | 名護市 - 本部町                                                                                 | 伊豆味、渡久地、瀬底                                            |
| 那覇市 - （沖縄自動車道） - 本部町 |                         |                  |                      |                                                                                                 |                                                                 |
| 888                                | やんばる急行バス 空港線 | 那覇空港         | 運天港               | 那覇市 - 浦添市 - 宜野湾市 - 中城村 - 北中城村 - 名護市 - 本部町 - 今帰仁村                     | 本部港、本部博物館前、記念公園前、ホテルオリオンモトブ          |
| 117                                | 高速バス（美ら海直行）  | 那覇空港         | ホテルオリオンモトブ | 那覇市 - 南風原町 - 西原町 - 宜野湾市 - 中城村 - 北中城村 - 沖縄市 - うるま市 - 名護市 - 本部町 | 本部港、記念公園前、ホテルオリオンモトブ                        |
| 沖縄エアポートシャトル             | 沖縄エアポートシャトル  | 那覇空港         | ホテルオリオンモトブ | 那覇市 - 恩納村 - 名護市 - 本部町                                                               | 本部港、記念公園前、備瀬フクギ並木入口                          |
| 美ら海ライナー                     | 美ら海ライナー          | 那覇空港         | ホテルオリオンモトブ | 那覇市 - 北谷町 - 名護市 - 本部町                                                               | 記念公園前、ホテルオリオンモトブ                                |
| その他路線バス                     |                         |                  |                      |                                                                                                 |                                                                 |
| 路線名                             | 路線名                  | 運行会社         | 起点→終点            | 市町村                                                                                          | 本部町内の主な経由地                                            |
| 四島線                             | 四島線                  | やんばる急行バス | 瀬底島→古宇利島      | 本部町 → 今帰仁村 → 名護市 → 今帰仁村                                                           | ヒルトン瀬底リゾート、本部博物館前、渡久地港                    |

### 船舶

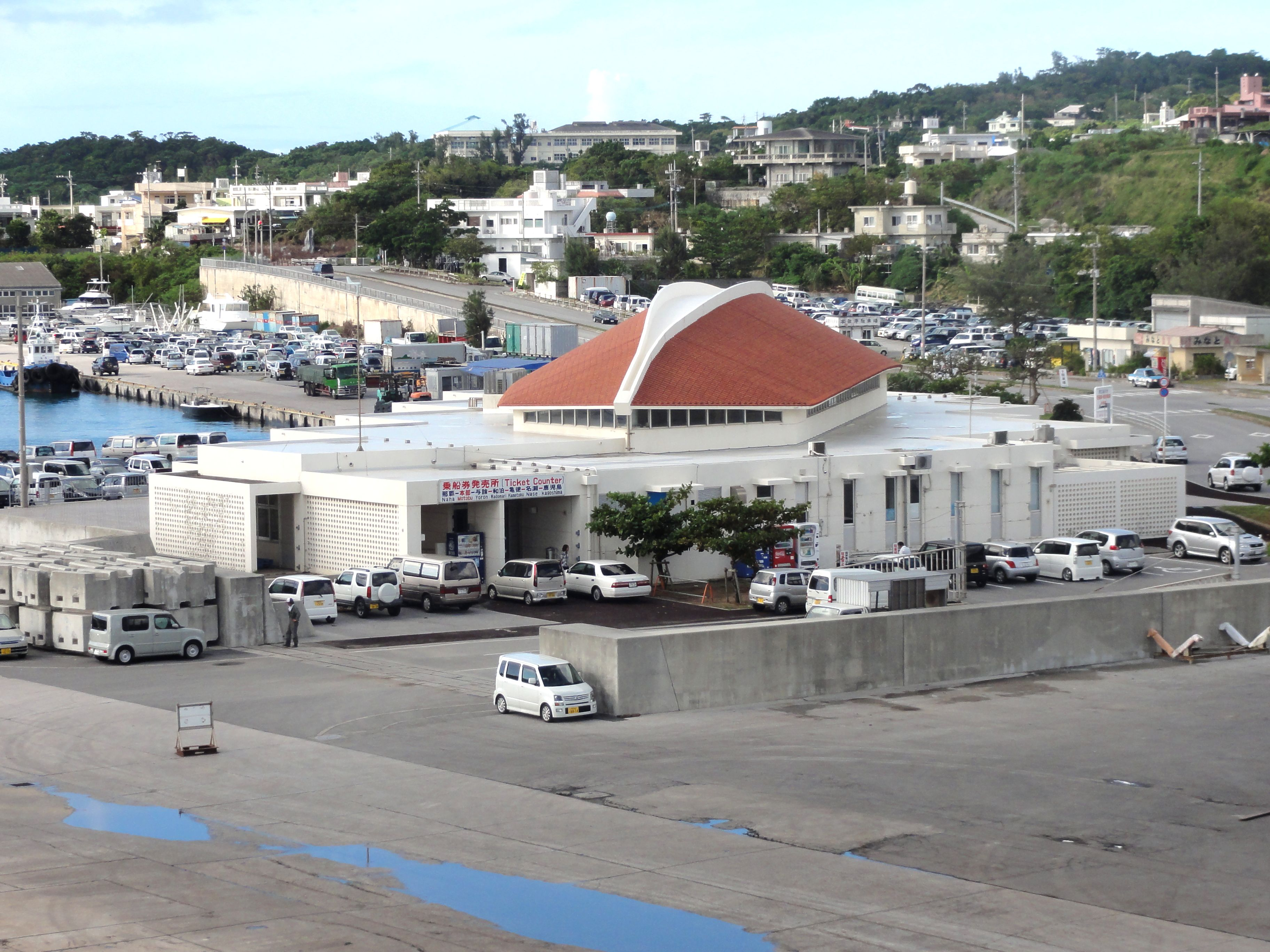
本部港・本港地区

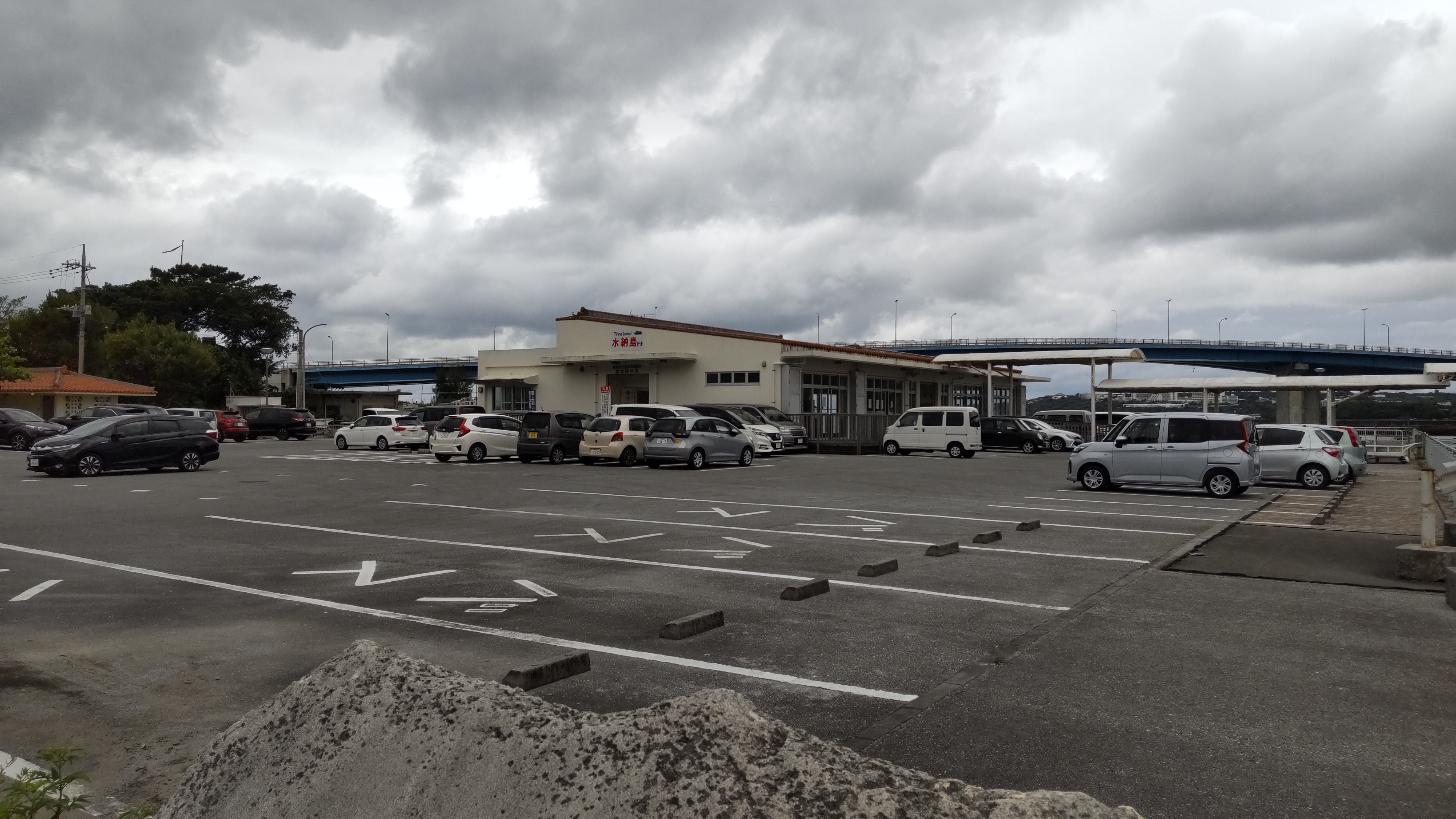
本部港・渡久地地区
（渡久地港）

- 那覇港 - 奄美群島 - 鹿児島港の航路が本部港に寄港する。所要時間は那覇港より2時間半。（マルエーフェリー・マリックスラインが就航）
- 渡久地港 - 名護漁港 - 那覇港泊ふ頭（第一マリンサービス）
- 本部港 - 伊江島（伊江村営）
- 渡久地港 - 水納島（水納海運）

### 道路
- 国道449号（本部循環線）
- 国道505号（本部循環線）
- 沖縄県道84号名護本部線（主要地方道）
- 沖縄県道114号線
- 沖縄県道115号線
- 沖縄県道123号線
- 沖縄県道172号瀬底健堅線
- 沖縄県道219号渡久地港線
- 沖縄県道244号渡久地山入端線

### 港湾
- 水納港
- 浜崎港
- 瀬底港
- 本部港
  - 渡久地港

## 医療
- ランデブーポイント[10] 19箇所
※民間救急ヘリコプターMESH のヘリポートとして使用

## 本部町の出身者
- 阿波根昌鴻 - 元平和運動家。故人。
- 新垣雄久 - 元地方公務員。故人。
- 新城俊昭 - 教師。沖縄大学客員教授。
- 上原康助 - 本部町出身の政治家。元衆議院議員、国土庁長官。
- 稲嶺一郎 - りゅうせきの創設者。元参議院議員。稲嶺惠一の父。
- 稲嶺惠一 - 第5代沖縄県知事。日本トランスオーシャン航空会長。
- 北島角子 - 本部町出身の女優。1981年、第36回文化庁芸術祭賞演劇部門優秀賞受賞。
- 長濱徳松 - 沖縄ハム総合食品株式会社の創設者。
- 外間政吉 - オリオンビール名護工場常勤相談役、YFU沖縄地区代議員議長。
- 根路銘国昭 - 生物資源利用研究所長。ウイルス研究者。インフルエンザウイルス研究及びワクチン開発の第一人者。
- 比嘉南牛 - 本部町出身の書道家。2018年、第３１回蘭亭書道展にて最高賞にあたる文部科学大臣賞を受賞。
- Hearts Grow - 5人組（当初は6人組）の音楽バンド、メンバー全員が本部町出身。2006年人気TVアニメ『NARUTO - ナルト』の主題歌となった。
- ステレオポニー - 3人組の音楽バンド、メンバー全員が沖縄県立本部高等学校卒業。人気TVアニメ『機動戦士ガンダム〗や『BLEACH』など多数タイアップしている。
- 比嘉真美子 ‐ 本部町出身のプロゴルファー。2019年「ダイキンオーキッドレディスゴルフトーナメント」でJLPGAツアー5勝目をあげる。
- 江藤光喜 - 本部町出身のプロボクサー。具志堅スポーツジム所属。元WBA世界フライ級暫定王者。2013年、日本人男子ボクサーとして初めてタイで世界戦に勝利した。
- 山里ユキ - 本部町出身の沖縄民謡歌手。2004年、第一回普久原朝喜賞受賞。
- 山川泰邦 - 本部町出身の政治家。元沖縄県副知事。
- 仲程倫由 - 本部町出身の官僚。内閣府沖縄総合事務局次長。
- 内間拓馬 - 本部町出身のプロ野球選手（投手）、広島東洋カープ所属。
- 宮里松生 - 本部町出身の政治家。元衆議院議員。

## 本部町を舞台とした作品
- 『島』（1973年） - 瀬底がロケ地のテレビドラマ。
- 『チェケラッチョ!!』（2006年） - 市原隼人が主演の本部町を舞台とした映画。
- 『天国からのエール』（2011年） - 本部町にある無料の音楽スタジオ「あじさい音楽村」の設立に尽力し、2009年、がんで逝去した仲宗根陽氏の実話を基にした映画。阿部寛主演。
- 風が通り抜ける道（2024年/沖縄県後援）フクギ並木がエンディングに登場する

## 名所・旧跡・観光

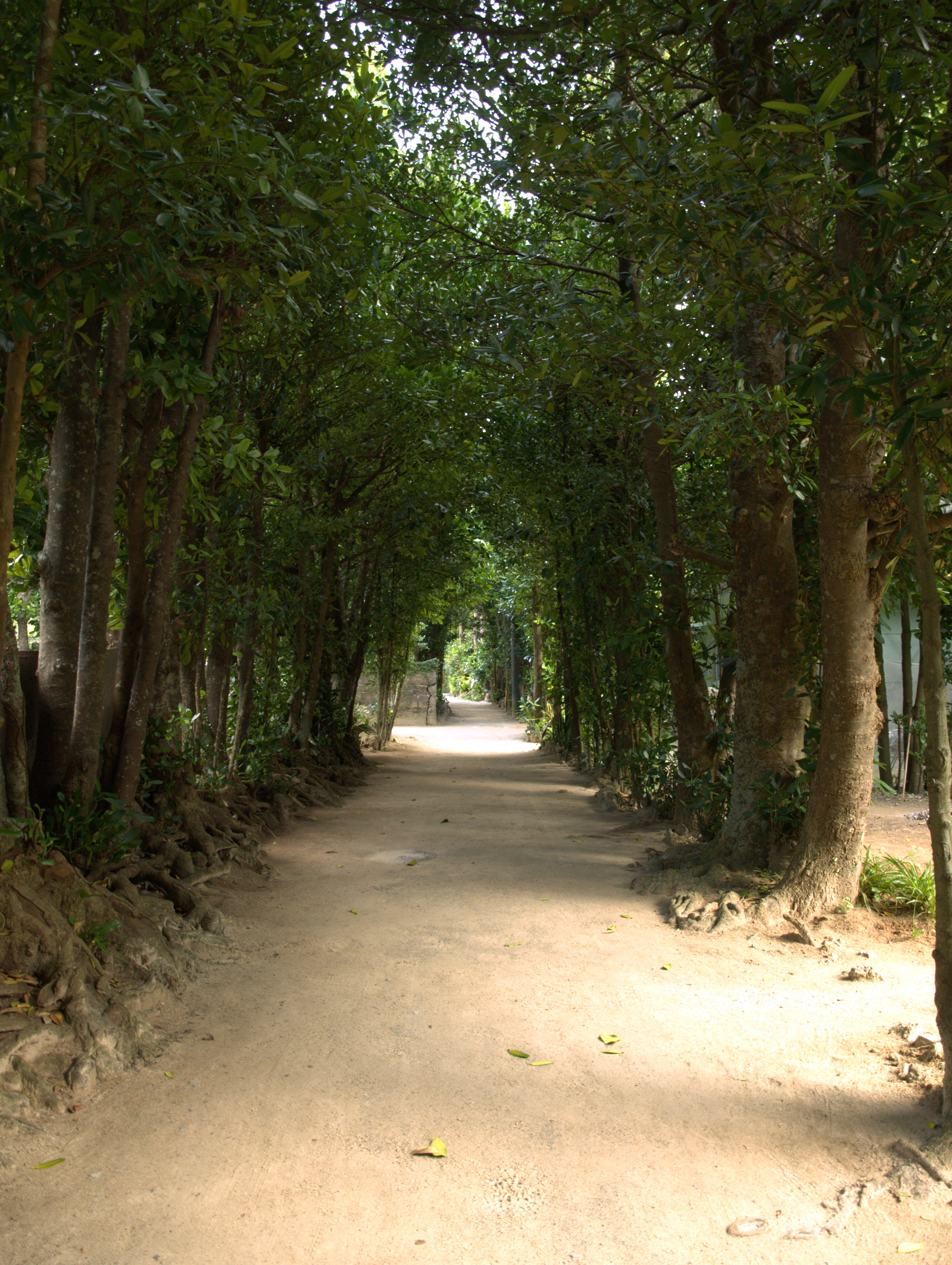
備瀬のフクギ並木

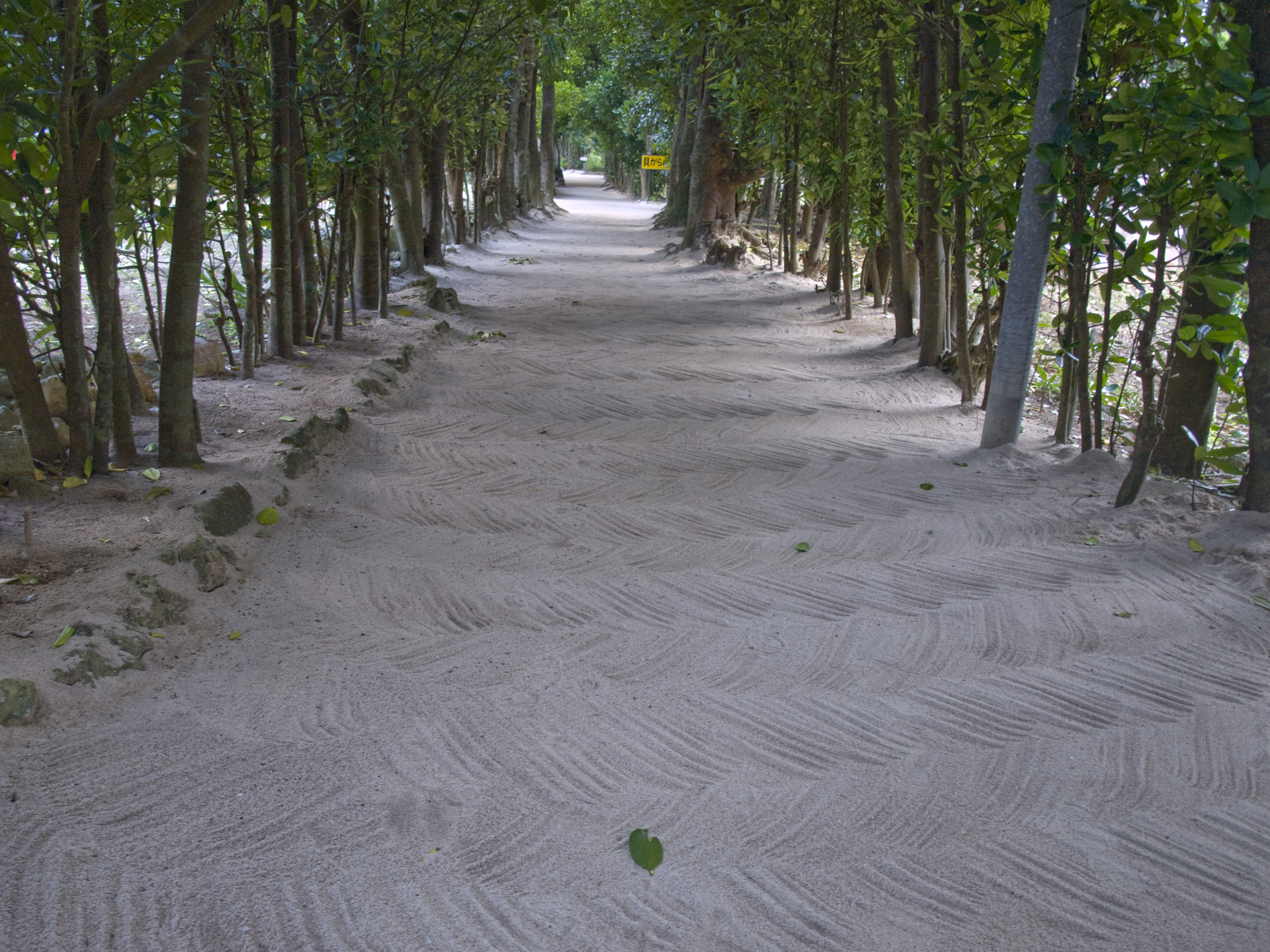
備瀬のフクギ並木

- 陣グスク - 字伊豆味、ナカンカー原にある。時代不明であるが、北山城（今帰仁城）の戦乱から、とある按司一家がこの地に逃れて潜伏、後にここに陣を張ったと言う伝承や、中山尚巴志の後北山討伐の際、北山残党と尚巴志がこの地で決戦となったと言う伝承がある。
- 国営沖縄記念公園（海洋博公園）
  - 沖縄美ら海水族館
- 瀬底大橋
- 八重岳
- 備瀬のフクギ並木
- 本部半島カルスト地域
- 塩川（国の天然記念物）
- もとぶ元気村（マリンピアザオキナワ） - イルカ及びふれあい動物園。
- ゴリラチョップ - ゴリラがチョップする形の奇岩。周辺はシュノーケリングポイント。